# Giovo
Giovo (früher auch Zovo; deutsch veraltet Jaufen) ist eine norditalienische Gemeinde (comune) mit 2512 Einwohnern (Stand 31. Dezember 2023) im Trentino, der Autonomen Provinz Trient.

## Geografie
Giovo liegt am Übergang des unteren Cembratals zum Etschtal und der Rotaliana-Ebene, etwa zehn Kilometer nördlich von Trient. Historisch gesehen steht Giovo in enger Verbindung mit den Gemeinden Faedo und San Michele all’Adige (Comitatus Zovi et Faedi). Einen eigenen Ort, der Giovo genannt wird, gibt es nicht; die Ortsteile der Gemeinde sind Ceola, Masen, Mosana, Palù, Serci, Valternigo, Verla (Sitz des Rathauses), Ville.

## Persönlichkeiten aus Giovo
- Aldo Moser (1934–2020), Radrennfahrer
- Enzo Moser (1940–2008), Radrennfahrer
- Francesco Moser (* 1951), Lokalpolitiker, früherer Radrennfahrer
- Gilberto Simoni (* 1971), Radrennfahrer
- Cédric Wermuth (* 1986), Schweizer Politiker